# Совхозний (Катав-Івановський район)
Совхозний (рос. Совхозный) — селище у Катав-Івановському районі Челябінської області Російської Федерації.
Входить до складу муніципального утворення Лісне сільське поселення. Населення становить 512 осіб (2017).

## Історія
Населений пункт розташований на історичних башкирських землях. Від 4 листопада 1926 року належить до Катав-Івановського району Челябінської області.
Згідно із законом від 9 липня 2004 року органом місцевого самоврядування є Лісне сільське поселення.

## Населення
| 2002 | 2010 | 2011 | 2012 | 2013 | 2014 | 2015 |
| ---- | ---- | ---- | ---- | ---- | ---- | ---- |
| 698  | ↘572 | ↘570 | ↘558 | ↘549 | ↘540 | ↘535 |
| 2016 | 2017 |      |      |      |      |      |
| ↘525 | ↘512 |      |      |      |      |      |